# Benjamin Lazar
Pour les articles homonymes, voir Lazar.
Benjamin Lazar, né en 1977, est un metteur en scène de théâtre français. Il est spécialiste du théâtre baroque. Il a notamment mis en scène Le Bourgeois gentilhomme éclairé à la bougie. Il est le fondateur du « Théâtre de l'incrédule ».

## Biographie
En 2004, il joue un second rôle au cinéma dans Le Pont des Arts d'Eugène Green.
En 2005, il monte à l'Opéra royal du château de Versailles une version du Bourgeois gentilhomme de quatre heures tel qu'il aurait été monté en 1670 mis en musique par Vincent Dumestre,. Il y joue les rôles de Cléonte et du maître de philosophie.
En 2007, il donne le Sant'Alessio de Stefano Landi en tournée (Caen, Paris-TCE, Nancy, Luxembourg),.
En 2008, il joue au Théâtre de l'Athénée L'Autre monde ou les états et empires de la lune de Savinien Cyrano de Bergerac en collaboration avec l'ensemble La Rêveuse (Florence Bolton et Benjamin Perrot), qu'il reprend en mai-juin 2013.
En 2008 encore, il crée Cadmus et Hermione de Lully avec Vincent Dumestre. Comme à leur habitude, Vincent Dumestre et Benjamin Lazar s'attachent à représenter l'opéra tel qu'il aurait été monté à sa création en 1673.
2009, création de Pyrame et Thisbé de Théophile de Viau.
En 2011, il monte Cendrillon de Jules Massenet à l'Opéra-Comique avec Marc Minkowski.
En 2012, il monte, toujours à l'Opéra-Comique, Egisto de Francesco Cavalli avec Vincent Dumestre.
2013, Ariane à Naxos de Richard Strauss à l'Athénée ; Pantagruel de Rabelais : en janvier à Quimper, en novembre à l'Athénée.
Benjamin Lazar est le fils de Philippe Lazar[réf. nécessaire].

## Théâtre
- 2004 : L'Autre Monde ou les États et empires de la Lune de Savinien de Cyrano de Bergerac, en collaboration avec l'ensemble La Rêveuse, au Festival Bach d'Arques-la-Bataille
- 2005 : Le Bourgeois gentilhomme à l'Opéra royal du château de Versailles
- 2005 :  Pastorale sur la naissance de notre Seigneur Jésus Christ H.483 (+ H.483 a, H.483 b) de Marc-Antoine Charpentier, Le Parlement de Musique, direction Martin Gester. Reprise les 19, 20 novembre et 17, 18 décembre 2022.
- 2008 : Cadmus et Hermione de Jean-Baptiste Lully
- 2010 : Cachafaz de Copi au théâtre de Cornouaille[10]
- 2011 : Cendrillon de Jules Massenet à l'Opéra-Comique
- 2012 : Egisto de Francesco Cavalli à l'Opéra-Comique
- 2014 : Riccardo Primo de Georg Friedrich Haendel au Badisches Staatstheater Karlsruhe
- 2015 : Le Dibbouk ou entre deux mondes de Shalom An-ski, au Théâtre Gérard Philipe, Saint-Denis
- 2016 : Traviata, Vous méritez un avenir meilleur conçue avec Florent Hubert et Judith Chemla d'après La Traviata  de Giuseppe Verdi, au Théâtre des Bouffes-du-Nord, Paris
- 2019 : Heptaméron, récits de la chambre obscure d'après L'Heptaméron de Marguerite de Navarre, au Théâtre des Bouffes-du-Nord, Paris
- 2019 : Maldoror conçu avec Jessica Dalle, Pedro Garcia-Velasquez et Augustin Muller d'après Les Chants de Maldoror  du Comte de Lautréamont, au Théâtre de l'Athénée-Louis-Jouvet, Paris

## Filmographie
- 2004 : Le Pont des Arts d'Eugène Green

## DVD
- 2005 : Pastorale sur la naissance de notre Seigneur Jésus Christ H.483 (+ H.483 a, H.483 b) de Marc-Antoine Charpentier, Le Parlement de Musique, direction Martin Gester, réalisation de Olivier Simonet. DVD Armide Classics / Vox Lucida
- 2014 : DVD L'Autre Monde ou les États et empire de la Lune de Cyrano de Bergerac, en collaboration avec l'ensemble La Rêveuse

## Distinctions
- 2013 : prix Jean-Jacques-Gautier[10]
- 2014 : prix Plaisir du théâtre de la SACD